# 上がり馬
上がり馬（あがりうま）とは競馬において、急激に力をつけて下級の条件戦から格上の条件へと勝ち上がってきた競走馬のことである。具体的には実力を付けてトントン拍子に上級に昇格したり、低迷していたがある時期を境に好成績を収めるようになった競走馬のことを指す。
日本の競馬では「夏の上がり馬」という用語がある。これは夏季開催を経て力をつけ上級のクラスに昇格し、秋のG1戦線で活躍を見せた競走馬のことである。中央競馬の場合はとくに3歳時のクラシック三冠競走において、春の二冠（皐月賞、東京優駿〈日本ダービー〉）に出走がかなわなかった下級条件馬が夏競馬で実力をつけて勝ち上がり、そのままの勢いで最後の一冠・菊花賞に出走して好走する例が多く見られる。

## 代表的な上がり馬
馬齢は現在の表記である。
- アカネテンリュウ

1969年の菊花賞馬。3歳春季までは下級馬であったが夏の函館開催から「戦後最大の上がり馬」と形容されるほど急成長し、その年の菊花賞を制した。
- メジロマックイーン

1990年の菊花賞馬。3歳春季までは骨膜炎の影響などで結果が出ず下級に甘んじていたが、夏季に準オープンまで勝ち上がった。菊花賞は重賞初出走で出走回避馬が出たおかげで賞金不足ながら出走にこぎつけ、これを制した。
- マヤノトップガン

1995年の菊花賞、有馬記念の優勝馬。デビューしてから3歳春頃までの7戦はダートの競走に出走していたが2勝しかできなかった。8戦目で初めて芝の競走で好走してから徐々に本格化し、秋は神戸新聞杯と京都新聞杯で2着に入った後、菊花賞と有馬記念を連勝する。
- マチカネフクキタル

1997年の菊花賞馬。夏の福島競馬を経て力をつけ秋は神戸新聞杯と京都新聞杯と重賞を連勝、勢いそのままにその年の菊花賞を制した。
- マンハッタンカフェ

2001年の菊花賞、有馬記念、2002年の天皇賞・春の優勝馬。弥生賞にて4着と敗退し、自己条件で挑んだアザレア賞で11着と大敗した後、短期放牧を挟んで500万下の富良野特別と昇級初戦の阿寒湖特別を連勝。その勢いのままセントライト記念に乗り込むが4着に敗れ優先出場権を獲得できなかった。フルゲート割れにより出走が叶うとこれを制した。
- ファインモーション

2002年の秋華賞・エリザベス女王杯の優勝馬。桜花賞・優駿牝馬（オークス）に出走できなかったが、夏の函館・札幌開催の2000 - 2600mの500〜1000万条件戦で古馬・牡馬相手に5馬身差で連勝すると、その勢いで同年のローズステークスも3馬身差で勝利を収め、秋華賞を当時のコースレコードとなる1分58秒1で勝利。エリザベス女王杯も単勝1.2倍の断然的1番人気に応え、着差0.4秒で勝利した。
- ヒシミラクル

2002年の菊花賞馬。初勝利まで実に10戦を要したがその後は条件戦を勝ち上がり、神戸新聞杯6着を経て出走した菊花賞を10番人気で制する。
- オウケンブルースリ

2008年の菊花賞馬。体質が弱くデビューは皐月賞の翌週、初勝利は東京優駿（日本ダービー）の翌週と遅れを取ったがその後はトントン拍子に実績を重ねた。デビューから184日目での菊花賞制覇は、グレード制導入以降で2014年のトーホウジャッカルが更新するまで最短記録であった。
- スリーロールス

2009年の菊花賞馬。デビュー戦こそブエナビスタ・アンライバルド・リーチザクラウンと同期であったが、2勝目は皐月賞後の5月であった。9月に1000万下条件を勝つと、次走の菊花賞では8番人気ながらアンライバルド・リーチザクラウンに先着し優勝した。
- ビッグウィーク

2010年の菊花賞馬。2戦目以降4連続2着となかなか勝ちきれず、7月にようやく初勝利。そこから条件戦を2連勝した後に神戸新聞杯3着で菊花賞の出走権利を得て、本番では7番人気ながら優勝した。
- トーホウジャッカル

2014年の菊花賞馬。腸炎を患った影響で入厩が遅れ、東京優駿の前日にデビューした。3戦目で勝ち上がると好走を続け、神戸新聞杯で3着となって優先出走権を得る。菊花賞では3番人気に推され、3分1秒0のレコードタイムで優勝した。デビューから149日目での菊花賞制覇はオウケンブルースリを上回る最短記録である。
- フィエールマン

2018年の菊花賞馬。体質が弱く4月の山藤賞を勝ったものの東京優駿への出走を断念、ラジオNIKKEI賞2着後はノーザンファーム天栄で調整され、菊花賞へ直行するローテーションを組んだ。菊花賞では7番人気に留まったが、2番人気のエタリオウとの叩き合いを制し、史上最少となるキャリア4戦での菊花賞制覇を果たした。
- ドゥレッツァ

2023年の菊花賞馬。蹄の故障もあって春クラシックには間に合わなかったが、復帰後トントン拍子で条件戦を勝ち上がった。菊花賞では重賞未勝利馬としては最上位の4番人気に支持され、同年の皐月賞馬ソールオリエンスとダービー馬タスティエーラを撃破して優勝を果たした。